# Strobilanthes meeboldii
Strobilanthes meeboldii är en akantusväxtart som beskrevs av William Grant Craib. Strobilanthes meeboldii ingår i släktet Strobilanthes och familjen akantusväxter. Inga underarter finns listade i Catalogue of Life.